# Untere Mühle (Königheim)
Untere Mühle ist eine ehemalige Mühle sowie ein aufgegangener Wohnplatz auf der Gemarkung des Königheimer Ortsteils Gissigheim im Main-Tauber-Kreis im Nordosten Baden-Württembergs.

## Geographie
Der Wohnplatz Untere Mühle befindet sich am Ortsausgang von Gissigheim im Brehmbachtal in Richtung Königheim im Norden. Die Untere Mühle wird mittlerweile nicht mehr als eigenständiger Wohnplatz geführt und gilt als im angrenzenden Ort Gissigheim aufgegangen. Der Brehmbachtalradweg führt unmittelbar am Wohnplatz vorbei.

## Geschichte
Auf dem Messtischblatt Nr. 6423 „Gissigheim“ von 1886 war der Wohnplatz als Mühle mit einem Gebäude verzeichnet. Auf dem aktualisierten Messtischblatt Nr. 6423 „Gissigheim“ von 1937 war der Ort dann bereits als Untere Mühle verzeichnet. Der Wohnplatz kam als Teil der ehemals selbständigen Gemeinde Gissigheim am 1. Januar 1972 zur Gemeinde Königheim.

## Verkehr
Untere Mühle ist wie Gissigheim über die K 2836 sowie über die K 2893 zu erreichen.